# ديليتيس
ديليتيس (بالفرنسية: Delettes)‏ هي بلدية تقع في إقليم باد كاليه من منطقة نور با دو كاليه في شمال فرنسا. تبلغ مساحة هذه المدينة 14.69 (كم²)، وترتفع عن سطح البحر 54 م، يبلغ عدد سكانها 912 نسمة حسب إحصاء المعهد الوطني للإحصاء والدراسات الاقتصادية سنة 2009 م. وترأس Jacques Bourdon البلدية خلال فترة (2008-2014).